# Championnat d'Espagne de football 1978-1979
Navigation
Championnat d'Espagne 1977-78 Championnat d'Espagne 1979-80
Le Championnat d'Espagne de football de Primera División 1978-1979 est la 48e édition de ce championnat.

## Classement
| Rang | Équipe                 | Pts | J  | G  | N  | P  | Bp | Bc | Diff |
| ---- | ---------------------- | --- | -- | -- | -- | -- | -- | -- | ---- |
| 1    | Real Madrid T          | 47  | 34 | 16 | 15 | 3  | 61 | 36 | +25  |
| 2    | Real Sporting de Gijón | 43  | 34 | 17 | 9  | 8  | 50 | 35 | +15  |
| 3    | Atlético Madrid        | 41  | 34 | 14 | 13 | 7  | 55 | 37 | +18  |
| 4    | Real Sociedad          | 41  | 34 | 18 | 5  | 11 | 53 | 36 | +17  |
| 5    | FC Barcelone C2        | 38  | 34 | 16 | 6  | 12 | 69 | 37 | +32  |
| 6    | UD Las Palmas          | 37  | 34 | 14 | 9  | 11 | 49 | 43 | +6   |
| 7    | Valence CF C           | 35  | 34 | 14 | 7  | 13 | 44 | 39 | +5   |
| 8    | Espanyol Barcelone     | 35  | 34 | 15 | 5  | 14 | 37 | 46 | -9   |
| 9    | Athletic Bilbao        | 34  | 34 | 12 | 10 | 12 | 56 | 46 | +10  |
| 10   | UD Salamanca           | 34  | 34 | 13 | 8  | 13 | 36 | 40 | -4   |
| 11   | Séville FC             | 33  | 34 | 12 | 9  | 13 | 47 | 48 | -1   |
| 12   | Hércules Alicante      | 32  | 34 | 13 | 6  | 15 | 32 | 38 | -6   |
| 13   | Burgos CF              | 32  | 34 | 10 | 12 | 12 | 38 | 47 | -9   |
| 14   | Real Saragosse P       | 30  | 34 | 12 | 6  | 16 | 56 | 59 | -3   |
| 15   | Rayo Vallecano         | 29  | 34 | 9  | 11 | 14 | 31 | 54 | -23  |
| 16   | Celta Vigo P           | 28  | 34 | 9  | 10 | 15 | 35 | 55 | -20  |
| 17   | Racing Santander       | 22  | 34 | 9  | 4  | 21 | 37 | 63 | -26  |
| 18   | Recreativo Huelva P    | 21  | 34 | 8  | 5  | 21 | 39 | 66 | -27  |

- Champion et qualification pour la Coupe des clubs champions 1979-1980 en tant que champion
- Qualification pour la Coupe des vainqueurs de coupe de football 1979-1980 en tant que vainqueur de la Coupe d'Espagne (Valence CF) et en tant que tenant du titre (FC Barcelone)
- Qualification pour la Coupe UEFA 1979-1980
- Relégation en Segunda División

## Bilan de la saison
| Tableau d'Honneur                 |             |
| Compétition                       | Vainqueur   |
| Championnat d'Espagne de football | Real Madrid |
| Coupe d'Espagne de football       | Valence CF  |

| Promotions et relégations    |                                               |
| Relégués en Segunda División | Celta Vigo Racing Santander Recreativo Huelva |
| Promus en Primera División   | AD Almería CD Málaga Real Betis Balompié      |